# Abkommen von Taif (1934)
Das erste Abkommen von Taif beendete am 20. Mai 1934 den Saudischen Krieg, in dem sich das Königreich Jemen und Saudi-Arabien gegenübergestanden hatten. Kriegsgrund waren die undefinierten Südgrenzen Saudi-Arabiens mit überlappenden Gebietsansprüchen gewesen.

## Vorgeschichte
Der syrische Politiker Dschamil Mardam half bei der Aushandlung des Vertrages.

## Inhalt
Die wesentlichen Inhalte des Friedensabkommens von Taif waren die gegenseitige Anerkennung beider Königreiche und die Aufnahme ständiger diplomatischer Beziehungen. Die Staaten gaben ihre alten Gebietsansprüche auf. Südlich von Asir und Yam wurde die Grenze entlang einiger Siedlungen mündlich definiert, jedoch ohne Angabe von Koordinaten. Die undefinierten Abschnitte sollten „dem allgemeinen Trend des Grenzverlaufs“ folgen. Beide Staaten verzichteten darauf, innerhalb eines zehn Kilometer breiten Streifens beiderseits der Grenze Bauwerke zu errichten. Das Abkommen sah vor, die Truppen sofort aus dem jeweils anderen Staat zurückzuziehen. Die Parteien des Abkommens verpflichteten sich, paramilitärische und private Freischärler von Angriffen abzuhalten. Mit dem Abkommen vereinbarten Jemen und Saudi-Arabien auch die Kompensation der Kriegsschäden und garantierten sich eine friedliche Zusammenarbeit. Kriegsverbrecher sollten nur vom Herkunftsland verurteilt und Verbrecher oder flüchtige Personen in ihr Herkunftsland überstellt werden.

## Folgen
Die unmittelbaren Kampfhandlungen wurden zwar beendet, doch gab es auch danach immer wieder Scharmützel. Einerseits kamen sich die Armeen entlang des ungeklärten Grenzverlaufes immer wieder in die Quere, andererseits verursachten die Beduinenstämme, die in den umstrittenen Gebieten umherwanderten, mehrere Konflikte um Besitzungen.
Erst im Jahr 2000 wurden im Abkommen von Dschidda die Grenzen zwischen Saudi-Arabien und dem Jemen mit genauen Koordinaten festgelegt und die zahlreichen Gebietsdispute ausgeräumt.